# Vilkyškių pieninė
Vilkyškių pieninė (deutsch: 'Vilkyškiai Molkerei; VLP1L) ist eine Molkerei in Vilkyškiai, Gemeinde Pagėgiai, Litauen. Der Unternehmensgruppe gehören auch AB "Modest" und AB "Kelmės pieninė" ir AB "Pieno logistika". Das Unternehmen exportiert mehr als 70 % der Produktion nach EU-Ländern (Deutschland, Italien, Finnland und andere) und Russland. Es erreichte einen Jahresumsatz von 400,8 Mio. Litas. 51 % Aktien hält Manager Gintaras Bertašius.

## Geschichte
Ab 1934 produzierte die Molkerei in Vilkyškiai die Milchprodukte. 1993 wurde eine uždaroji akcinė bendrovė registriert. Seit 2006 wird das Unternehmen an der Börse Vilnius notiert. Man handelt mit 25,10 % Aktien.